# Грунд, Фридрих Вильгельм
Фридрих Вильгельм Грунд (нем. Friedrich Wilhelm Grund; 7 октября 1791, Гамбург — 24 ноября 1874, Гамбург) — немецкий композитор и дирижёр.
Сын и ученик музыкального педагога Георга Фридриха Грунда, затем учился также у гамбургского кантора К. Ф. Г. Швенке. В молодости играл на скрипке, виолончели, контрабасе и фортепиано, но в 1819 г. из-за заболевания правой руки отказался от исполнительской карьеры и сосредоточился на дирижировании и композиции. В том же году выступил одним из соучредителей Общества друзей церковного пения (нем. Gesellschaft der Freunde des religiösen Gesangs), впоследствии преобразованного в Гамбургскую певческую академию. В 1828 году стал первым руководителем Общества для исполнения зимних концертов (нем. Verein zur Aufführung von Winterkonzerten), набирая заново для каждого из шести концертов в течение зимнего сезона коллектив городских музыкантов; постепенно увеличил число выступлений и преобразовал эту инициативу в Филармоническое общество (нем. Philharmonische Gesellschaft) — теперешний Гамбургский филармонический оркестр, — во главе которого оставался до 1862 г. В 1841 г. принимал в Гамбурге с концертами Клару Шуман и Роберта Шумана, последний остался доволен его дирижированием. Среди его учеников была, в частности, Луиза Дулькен.
Автор романтической оперы «Замок Фалькенштейн» (нем. Die Burg Falkenstein; 1825), многочисленных фортепианных, камерных и церковных сочинений, песен на стихи Гёте, Гейне, Теодора Кёрнера и др.
Брат — дирижёр Эдуард Грунд, сестра — пианистка и певица Кристиана Зенгштак. Сын — историк Оскар Грунд.